# When the Lady Smiles
When the Lady Smiles is een nummer van de Nederlandse rockformatie Golden Earring. Het werd hun vijfde nummer 1-hit in Nederland. When the Lady Smiles is terug te vinden op het experimentele, door Shell Schellekens geproduceerde album N.E.W.S. uit (1984). Het nummer werd op 3 februari van dat jaar op single uitgebracht.

## Videoclip
Het nummer kwam twee jaar na Twilight Zone uit. Opvallend zijn de gelijkenissen tussen het succes van Twilight Zone en When the Lady Smiles. Met name de (voor die tijd) sensationele videoclips van Dick Maas zijn een belangrijke factor voor de hernieuwde belangstelling van het grote publiek in de eerste helft van de jaren 80. De videoclip voor When the Lady Smiles deed nogal wat stof opwaaien. Dit kwam onder meer doordat de hoofdpersoon van de video, gespeeld door zanger Barry Hay, een non (model Sandra van Echten) aanrandt in de metro. Deze scène werd snel verwijderd uit de video (en de volledige versie werd pas na middernacht op televisie vertoond). Verder was een hond te zien die het verwijderd tussenschot van de hersens van de dader oppeuzelt. Deze video kan mogelijk de verkoop van de single in de Verenigde Staten schade berokkend hebben, hoewel de plaat wél de 3e positie bereikte in de Canadese hitlijsten net als Twilight Zone.
In de videoclip is een cameo te zien van Huub Stapel als liftmonteur uit de film De lift, eveneens van Dick Maas, en een van Hans Vandenburg, zanger van Gruppo Sportivo. De binnenscènes van de metrorit werden in Rotterdam opgenomen, aan het begin van de clip is echter een Amsterdams metrostel te zien.
In Nederland werd de videoclip destijds op televisie uitgezonden door de popprogramma's AVRO's Toppop, Countdown van Veronica en Popformule van de TROS.

## Hitnoteringen
In thuisland Nederland was de plaat op maandag 30 januari 1984 de 205e AVRO's Radio en TV-Tip op Hilversum 3 en werd mede hierdoor Golden Earring's vijfde nummer één-hit. De single werd een gigantische hit in de destijds drie landelijke hitlijsten op de nationale publieke popzender en bereikte de nummer 1-positie in zowel de Nederlandse Top 40, de Nationale Hitparade als de TROS Top 50. In de Europese hitlijst op Hilversum 3, de TROS Europarade, werd de 11e positie bereikt.
In België bereikte de plaat eveneens de nummer 1-positie in zowel de voorloper van de Vlaamse Ultratop 50 als de Vlaamse Radio 2 Top 30. In Wallonië werd géén notering behaald.
In de sinds december 1999 jaarlijks uitgezonden NPO Radio 2 Top 2000 van de Nederlandse publieke radiozender NPO Radio 2, staat de plaat onafgebroken genoteerd met als hoogste notering een 43e positie in 1999.

### Nederlandse Top 40
| "When the Lady Smiles" in de Nederlandse Top 40 binnen: 11-02-1984 | "When the Lady Smiles" in de Nederlandse Top 40 binnen: 11-02-1984 | "When the Lady Smiles" in de Nederlandse Top 40 binnen: 11-02-1984 | "When the Lady Smiles" in de Nederlandse Top 40 binnen: 11-02-1984 | "When the Lady Smiles" in de Nederlandse Top 40 binnen: 11-02-1984 | "When the Lady Smiles" in de Nederlandse Top 40 binnen: 11-02-1984 | "When the Lady Smiles" in de Nederlandse Top 40 binnen: 11-02-1984 | "When the Lady Smiles" in de Nederlandse Top 40 binnen: 11-02-1984 | "When the Lady Smiles" in de Nederlandse Top 40 binnen: 11-02-1984 | "When the Lady Smiles" in de Nederlandse Top 40 binnen: 11-02-1984 | "When the Lady Smiles" in de Nederlandse Top 40 binnen: 11-02-1984 | "When the Lady Smiles" in de Nederlandse Top 40 binnen: 11-02-1984 |
| Week                                                               | 1                                                                  | 2                                                                  | 3                                                                  | 4                                                                  | 5                                                                  | 6                                                                  | 7                                                                  | 8                                                                  | 9                                                                  | 10                                                                 |                                                                    |
| ------------------------------------------------------------------ | ------------------------------------------------------------------ | ------------------------------------------------------------------ | ------------------------------------------------------------------ | ------------------------------------------------------------------ | ------------------------------------------------------------------ | ------------------------------------------------------------------ | ------------------------------------------------------------------ | ------------------------------------------------------------------ | ------------------------------------------------------------------ | ------------------------------------------------------------------ | ------------------------------------------------------------------ |
| Nummer                                                             | 23                                                                 | 10                                                                 | 3                                                                  | 1                                                                  | 1                                                                  | 2                                                                  | 3                                                                  | 5                                                                  | 11                                                                 | 22                                                                 | uit                                                                |

### Nationale Hitparade
| "When the Lady Smiles" in de Nationale Hitparade binnen: 11-02-1984 | "When the Lady Smiles" in de Nationale Hitparade binnen: 11-02-1984 | "When the Lady Smiles" in de Nationale Hitparade binnen: 11-02-1984 | "When the Lady Smiles" in de Nationale Hitparade binnen: 11-02-1984 | "When the Lady Smiles" in de Nationale Hitparade binnen: 11-02-1984 | "When the Lady Smiles" in de Nationale Hitparade binnen: 11-02-1984 | "When the Lady Smiles" in de Nationale Hitparade binnen: 11-02-1984 | "When the Lady Smiles" in de Nationale Hitparade binnen: 11-02-1984 | "When the Lady Smiles" in de Nationale Hitparade binnen: 11-02-1984 | "When the Lady Smiles" in de Nationale Hitparade binnen: 11-02-1984 | "When the Lady Smiles" in de Nationale Hitparade binnen: 11-02-1984 | "When the Lady Smiles" in de Nationale Hitparade binnen: 11-02-1984 | "When the Lady Smiles" in de Nationale Hitparade binnen: 11-02-1984 |
| Week                                                                | 1                                                                   | 2                                                                   | 3                                                                   | 4                                                                   | 5                                                                   | 6                                                                   | 7                                                                   | 8                                                                   | 9                                                                   | 10                                                                  | 11                                                                  |                                                                     |
| ------------------------------------------------------------------- | ------------------------------------------------------------------- | ------------------------------------------------------------------- | ------------------------------------------------------------------- | ------------------------------------------------------------------- | ------------------------------------------------------------------- | ------------------------------------------------------------------- | ------------------------------------------------------------------- | ------------------------------------------------------------------- | ------------------------------------------------------------------- | ------------------------------------------------------------------- | ------------------------------------------------------------------- | ------------------------------------------------------------------- |
| Nummer                                                              | 19                                                                  | 3                                                                   | 1                                                                   | 1                                                                   | 1                                                                   | 1                                                                   | 2                                                                   | 2                                                                   | 4                                                                   | 12                                                                  | 23                                                                  | uit                                                                 |

### TROS Top 50
Hitnotering: 09-02-1984 t/m 13-04-1984. Hoogste notering: #1 (2 weken).

### TROS Europarade
Hitnotering: 11-03-1984 t/m 08-04-1984. Hoogste notering: #11 (1 week).

### NPO Radio 2 Top 2000
| Nummer met noteringen in de NPO Radio 2 Top 2000 | '99 | '00 | '01 | '02 | '03 | '04 | '05 | '06 | '07 | '08 | '09 | '10 | '11 | '12 | '13 | '14 | '15 | '16 | '17 | '18 | '19 | '20 | '21 | '22 | '23 | '24 |
| ------------------------------------------------ | --- | --- | --- | --- | --- | --- | --- | --- | --- | --- | --- | --- | --- | --- | --- | --- | --- | --- | --- | --- | --- | --- | --- | --- | --- | --- |
| When the Lady Smiles                             | 43  | 52  | 84  | 89  | 98  | 96  | 81  | 111 | 165 | 109 | 136 | 135 | 138 | 177 | 146 | 161 | 161 | 115 | 119 | 142 | 118 | 115 | 53  | 114 | 122 | 103 |

1. ↑  Een vetgedrukt getal geeft de hoogste notering aan.

### Evergreen Top 1000
| Evergreen Top 1000 "When the Lady Smiles" | Evergreen Top 1000 "When the Lady Smiles" | Evergreen Top 1000 "When the Lady Smiles" | Evergreen Top 1000 "When the Lady Smiles" | Evergreen Top 1000 "When the Lady Smiles" | Evergreen Top 1000 "When the Lady Smiles" | Evergreen Top 1000 "When the Lady Smiles" | Evergreen Top 1000 "When the Lady Smiles" | Evergreen Top 1000 "When the Lady Smiles" | Evergreen Top 1000 "When the Lady Smiles" | Evergreen Top 1000 "When the Lady Smiles" | Evergreen Top 1000 "When the Lady Smiles" | Evergreen Top 1000 "When the Lady Smiles" | Evergreen Top 1000 "When the Lady Smiles" | Evergreen Top 1000 "When the Lady Smiles" | Evergreen Top 1000 "When the Lady Smiles" | Evergreen Top 1000 "When the Lady Smiles" |
| Jaar                                      | 2008                                      | 2009                                      | 2010                                      | 2011                                      | 2012                                      | 2013                                      | 2014                                      | 2015                                      | 2016                                      | 2017                                      | 2018                                      | 2019                                      | 2020                                      | 2021                                      | 2022                                      | 2023                                      |
| ----------------------------------------- | ----------------------------------------- | ----------------------------------------- | ----------------------------------------- | ----------------------------------------- | ----------------------------------------- | ----------------------------------------- | ----------------------------------------- | ----------------------------------------- | ----------------------------------------- | ----------------------------------------- | ----------------------------------------- | ----------------------------------------- | ----------------------------------------- | ----------------------------------------- | ----------------------------------------- | ----------------------------------------- |
| Positie                                   | -                                         | -                                         | -                                         | -                                         | -                                         | -                                         | -                                         | -                                         | -                                         | 534                                       | 594                                       | 469                                       | 595                                       | 353                                       | 231                                       | 277                                       |

## In populaire cultuur
- In 2005 verscheen het tribute-album The Hague's Golden Earring met bijdragen van lokale acts; When The Lady Smiles werd gecoverd door de reggaeband Splendid.
- In 2008 werd de plaat een van de campagneliedjes van Hillary Clinton tijdens de presidentiële voorverkiezingen in de Verenigde Staten.[1] Toen ze echter werd gewezen op het feit dat er in de videoclip een non werd aangerand, haalde ze de plaat van haar campagne programma. Bovendien hadden zowel de rockband als het management géén toestemming gegeven om de plaat voor campagnedoeleinden te gebruiken.

Discografie